# 럭키 넘버
《럭키 넘버》(영어: Lucky Numbers)는 미국에서 제작된 노라 에프런 감독의 2000년 블랙 코미디 영화이다. 존 트러볼타, 리사 쿠드로 등이 출연하였고, 숀 대니얼 등이 제작에 참여하였다.

## 출연
- 존 트러볼타
- 리사 쿠드로
- 팀 로스
- 에드 오닐
- 마이클 래퍼포트
- 마이클 무어
- 빌 풀먼
- 대릴 미첼
- 리처드 시프
- 캐럴라인 에런
- 샘 맥머리
- 마이클 웨스턴
- 마리아 뱀퍼드
- 콜린 모크리
- 켄 젱킨스

## 기타 제작진
- 공동 제작: 조디 히디언, 도널드 J. 리 주니어
- 협력 제작: 앤슨 다운스, 린다 패빌라
- 배역: 캐시 드리스컬, 프랜신 메이즐러
- 미술: 댄 데이비스
- 의상: 앨버트 울스키
- 음악 감독: 닉 마이어스

## 사운드트랙
- "Light of Day" - 조앤 젯 앤드 더 블랙하츠
- "Obsession" - 애니모션
- "Right Place, Wrong Time" - 닥터 존
- "Easy Money" - 리키 리 존스
- "Heaven's on Fire" - 키스
- "Rapture" - 블론디
- "Freeze-Frame" - 제이 가일스 밴드
- "Love is the Drug" - 그레이스 존스
- "We Are the Champions" - 퀸
- "My Way" - 지미 러젤리
- "My Big Reward" - 조앤 젯 앤드 더 블랙하츠
- "Lucky Numbers" - 조지 펜턴
- "Brave Strangers" – 밥 시거 앤드 더 실버 불릿 밴드
- "Moving in Stereo" – 더 카스